# 1964年オーストラリア選手権 (テニス)
1964年 オーストラリア選手権（1964ねんオーストラリアせんしゅけん、1964 Australian Championships）に関する記事。オーストラリア・ブリスベン市内にある「ミルトン・テニスクラブ」にて開催。

## 大会の流れ
- 男子シングルスは「48名」の選手による6回戦制で行われ、シード選手12名と他の4人を加えた総計16名の選手に「1回戦不戦勝」（抽選表では“Bye”と表示）があった。男子のシード選手が初戦敗退の場合は「2回戦＝初戦」と表記する。
- 女子シングルスは「27名」の選手による5回戦制で行われ、シード選手は8名であった。第1-第5シードの選手に「1回戦不戦勝」があり、下位シードと他の選手は1回戦から出場した。

## シード選手

### 男子シングルス
1. ロイ・エマーソン　（優勝、2年連続3度目）
2. フレッド・ストール　（準優勝）
3. ジョン・ニューカム　（ベスト8）
4. ケン・フレッチャー　（ベスト4）
5. ボブ・ヒューイット　（3回戦）
6. マーティン・マリガン　（ベスト4）
7. トニー・ローチ　（ベスト8）
8. オーウェン・デビッドソン　（ベスト8）
9. マイケル・サングスター　（ベスト8）
10. ロジャー・テーラー　（3回戦）
11. ユージン・スコット　（2回戦＝初戦）
12. グラハム・スティルウェル　（3回戦）

### 女子シングルス
1. マーガレット・スミス　（優勝、大会5連覇）
2. レスリー・ターナー　（準優勝）
3. ジャン・レヘイン　（ベスト4）
4. ロビン・エバーン　（ベスト4）
5. ジュディ・テガート　（ベスト8）
6. マドンナ・シャクト　（ベスト8）
7. ジル・ブラックマン　（ベスト8）
8. リタ・ベントリー　（1回戦）

## 大会経過

### 男子シングルス
準々決勝
- ロイ・エマーソン vs.  トニー・ローチ　7-5, 6-2, 6-2
- マーティン・マリガン vs.  ジョン・ニューカム　3-6, 6-4, 6-3, 6-8, 8-6
- ケン・フレッチャー vs.  マイケル・サングスター　17-15, 4-6, 6-0, 6-1
- フレッド・ストール vs.  オーウェン・デビッドソン　1-6, 7-5, 6-3, 6-2

準決勝
- ロイ・エマーソン vs.  マーティン・マリガン　6-2, 9-7, 6-4
- フレッド・ストール vs.  ケン・フレッチャー　6-4, 3-6, 6-3, 3-6, 6-3

### 女子シングルス
準々決勝
- マーガレット・スミス vs.  マドンナ・シャクト　4-6, 6-1, 6-1
- ジャン・レヘイン vs.  ヘレン・グーレイ　6-2, 6-0
- ロビン・エバーン vs.  ジュディ・テガート　6-2, 6-4
- レスリー・ターナー vs.  ジル・ブラックマン　6-1, 6-3

準決勝
- マーガレット・スミス vs.  ジャン・レヘイン　6-4, 6-2
- レスリー・ターナー vs.  ロビン・エバーン　6-3, 6-1

## 決勝戦の結果
- 男子シングルス： ロイ・エマーソン vs.  フレッド・ストール　6-3, 6-4, 6-2
- 女子シングルス： マーガレット・スミス vs.  レスリー・ターナー　6-3, 6-2
- 男子ダブルス： ボブ・ヒューイット＆ フレッド・ストール vs.  ロイ・エマーソン＆ ケン・フレッチャー　6-4, 7-5, 3-6, 4-6, 14-12
- 女子ダブルス： レスリー・ターナー＆ ジュディ・テガート vs.  マーガレット・スミス＆ ロビン・エバーン　6-4, 6-4
- 混合ダブルス： ケン・フレッチャー＆ マーガレット・スミス vs.  マイケル・サングスター＆ ジャン・レヘイン　6-3, 6-2